# Meister (Dienstgrad)
Meister war der niedrigste Feldwebelrang der Dienstgradgruppe der Unteroffiziere in der Volksmarine der früheren Nationalen Volksarmee (NVA) der Deutschen Demokratischen Republik, der dem Dienstgrad „Bootsmann“ der Bundeswehr entspricht. Diesem seemännischen Dienstgrad „Meister“ stand in den anderen NVA-Teilstreitkräften der Dienstgrad des Feldwebels gleich. Nächsthöherer Dienstgrad war der Obermeister, rangniedrigerer Dienstgrad der Obermaat.
Gemäß den heutigen NATO-Rangcodes wäre der Obermeister mit OR-6 vergleichbar.
Anmerkung
- OR – steht für das  en Other (enlisted) Ranks (OR)[2]

## Besonderheit
- Der Rang Meister der Volksmarine ist nicht zu verwechseln mit dem Rang Meister der VP, der in der Volkspolizei der zweithöchste Rang der Dienstgradgruppe der Unteroffiziere mit Portepee war und äquivalent dem Oberfeldwebel der NVA (OR-7) war.
- Vergleichbare Ränge sind der Bootsmann der Kriegsmarine bis 1945 und der Bootsmann der Deutschen Marine der Bundeswehr.